# 2000 JF81
2000 JF81, também escrito como 2000 JF81, é um objeto transnetuniano (TNO) que está localizado no cinturão de Kuiper, uma região do Sistema Solar. Este corpo celeste é classificado como um cubewano. Ele possui uma magnitude absoluta (H) de 7,1 e, tem um diâmetro estimado com cerca de 167 km, por isso existem poucas chances que o mesmo possa ser classificado como um planeta anão, devido ao seu tamanho relativamente pequeno.

## Descoberta
2000 JF81 foi descoberto no dia 06 de maio de 2000 pelos astrônomos O. R. Hainaut, C. E. Delahodde e M. Vair.

## Órbita
A órbita de 2000 JF81 tem uma excentricidade de 0.099 e possui um semieixo maior de 46.004 UA. O seu periélio leva o mesmo a uma distância de 41.456 UA em relação ao Sol e seu afélio a 50.552.